# Dreamgirls (musical)

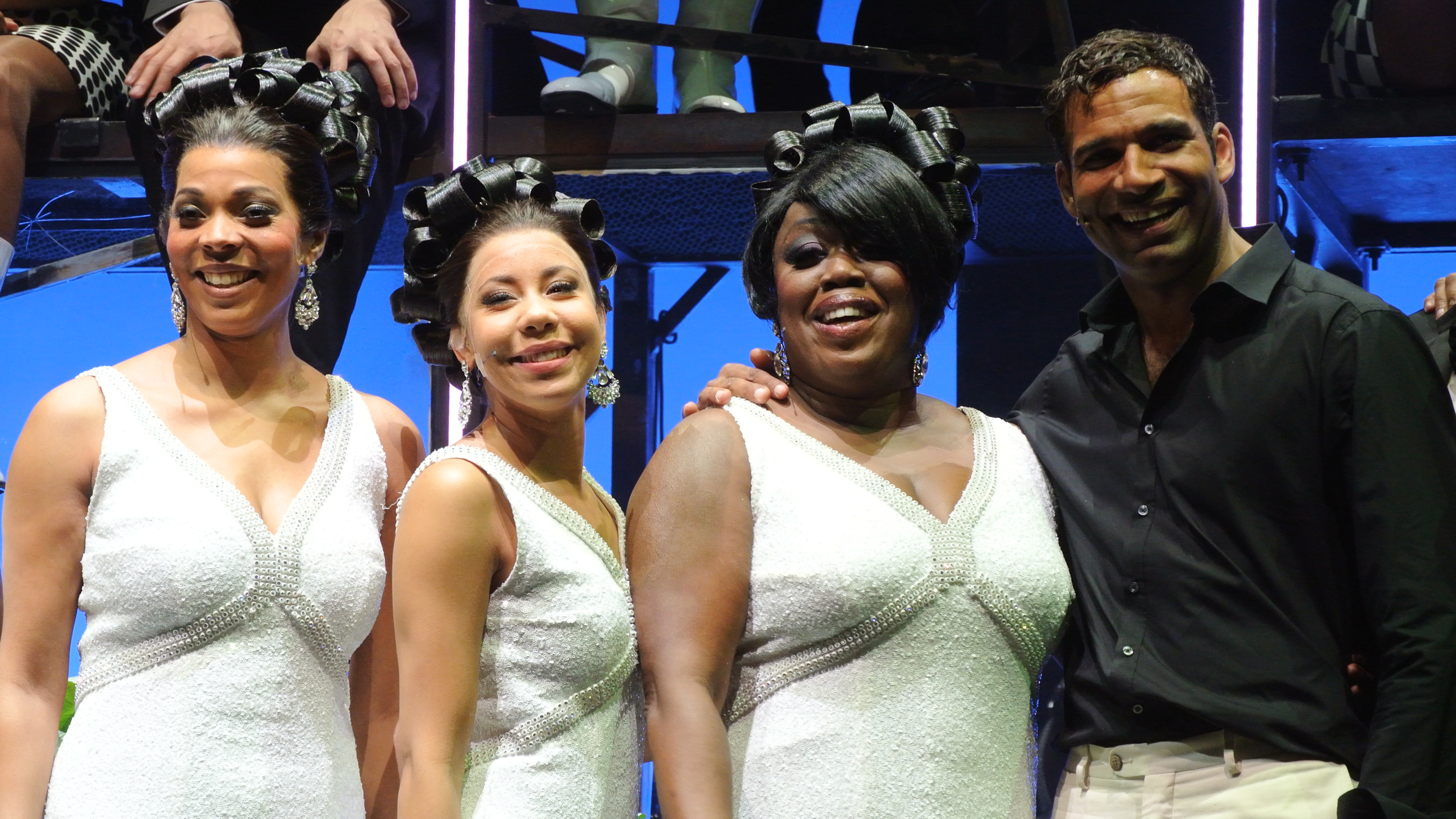
Deena, Lorell, Effie en Curtis in het DeLaMar op 1 mei 2015

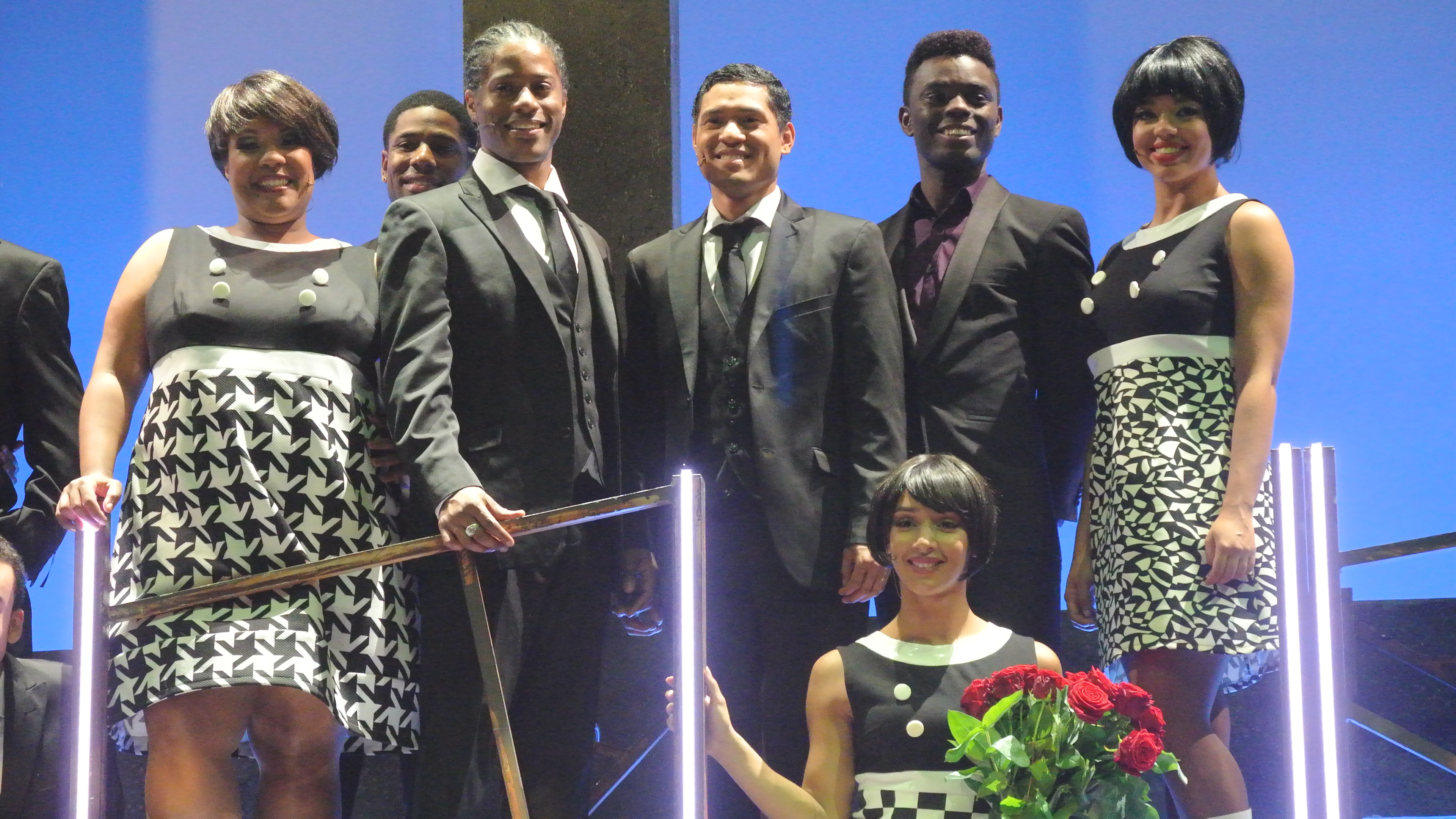
Dansensemble in het DeLaMar op 1 mei 2015

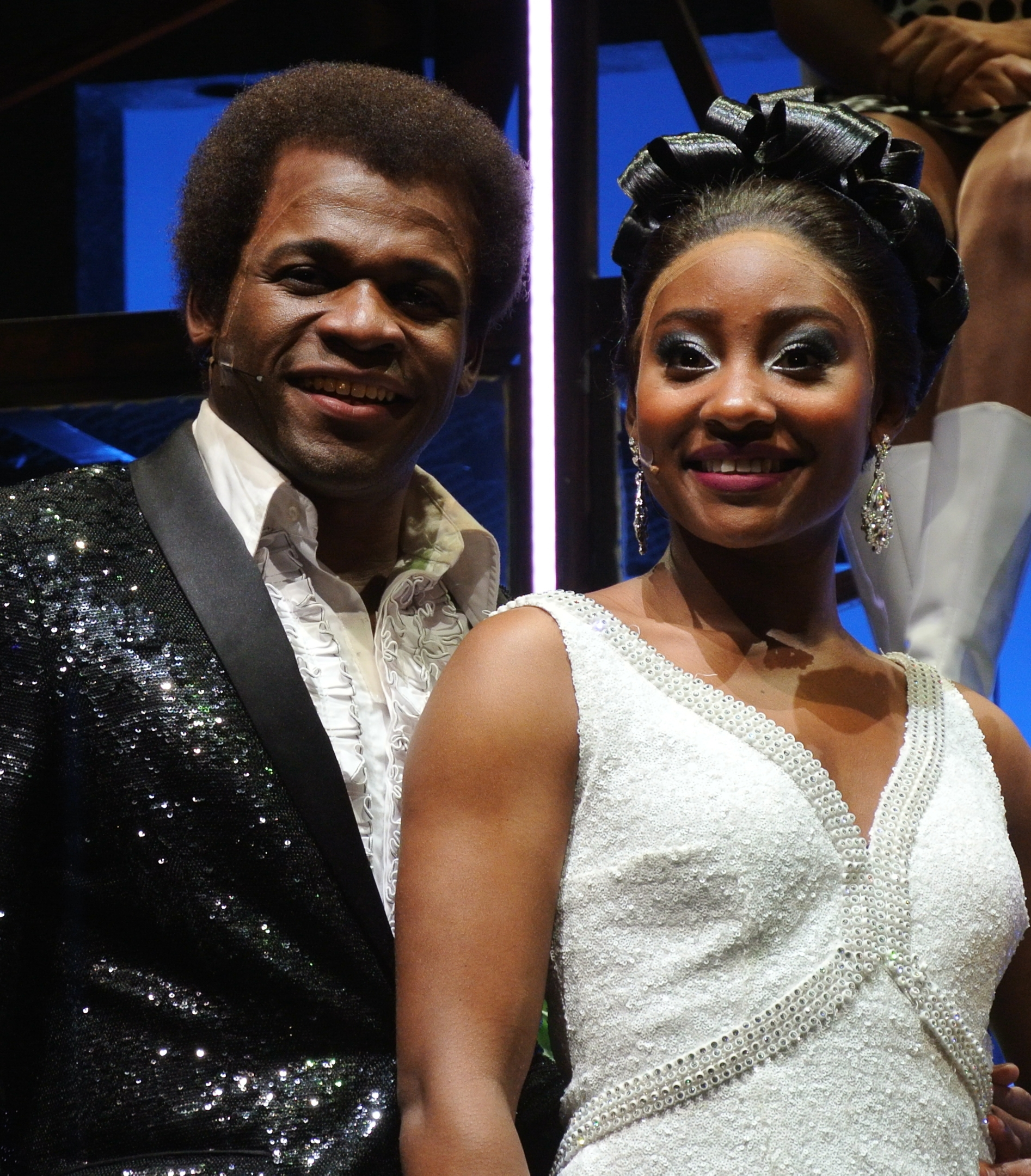
Jimmy Early en Michelle in het DeLaMar op 1 mei 2015

Dreamgirls is een Amerikaanse musical die op 20 december 1981 in première ging in het Imperial Theatre op Broadway. De musical is losjes gebaseerd op de geschiedenis van de Amerikaanse meidengroep The Supremes.  

## Verhaal
Het verhaal draait om een Afrikaans-Amerikaanse meidengroep in het Detroit van eind jaren zestig. De drie zangeressen Effie, Deena en Lorell willen bekend worden in de muziekwereld en worden daarbij geholpen door de gehaaide manager Curtis. Curtis schuift Deena naar voren als leadzangeres van de groep, ten koste van Effie. Dit zorgt voor onenigheid binnen het trio en Curtis besluit om Effie uit de groep te zetten. Haar plaats wordt ingenomen door Michelle. Zeven jaar later, wanneer de Dreamgirls een groot commercieel succes zijn, maar de carrière van Effie een dieptepunt heeft bereikt, maakt Effie plotseling een sterke comeback als solo-artiest. Deena en Effie leggen hun ruzie bij en bij het laatste concert van de Dreamgirls zingt ook Effie weer mee. 

## Nederlandse versie
De Nederlandstalige versie ging in september 2014 in première in het Nieuwe Luxor Theater in Rotterdam en werd geproduceerd door Stage Entertainment. De gesproken tekst en delen van de muziek zijn vertaald naar het Nederlands, terwijl een aantal muzikale nummers onvertaald is gehouden. De vertaling lag in handen van Jurrian van Dongen. De hoofdrollen in de Nederlandstalige versie waren weggelegd voor Berget Lewis (Effie), Pearl Jozefzoon (Deena) en Aïcha Gill (Lorell). Edwin Jonker speelde hun manager Curtis. Vanaf februari werd de rol van Deena ingevuld door Carolina Dijkhuizen. Vanaf april 2015 streek de musical neer in het DeLaMar in Amsterdam. 
| Rol               | Acteur |
| ----------------- | --- |
| Effie White       | Berget Lewis |
| alternate         | Gitty Pregers |
| Deena Jones       | Pearl Jozefzoon, later Carolina Dijkhuizen |
| understudy        | Tjindjara Metschendorp |
| Lorrel Robinson   | Aïcha Gill |
| understudy        | Belinda van der Stoep |
| Curtis Taylor Jr. | Edwin Jonker |
| understudy        | Urvin Monte |
| C.C. White        | David Goncalves |
| understudy        | Leo Alexander Hewitt |
| Jimmy T. Early    | Clayton Peroti |
| understudy        | Omri Tindal |
| Marty Madison     | Jerrel Houtsnee |
| understudy        | Urvin Monte |
| Michelle e.a.     | Rubiën Florens Vyent |
| understudy        | Fenna Ramos |
| Ensemble          | Tjindjara Metschendorp, Gitty Pregers, Urvin Monte, Omri Tindal, Leo Alexander Hewitt, Fenna Ramos, Perry Gits, Naomi Webster, Belinda van der Stoep, Sacha Setubun |

In mei 2015 kwam deze productie voor enkele voorstellingen naar de Stadsschouwburg Antwerpen. Sandrine Van Handenhoven nam hierin de rol van Deena voor haar rekening.